# Colibrí borinot
El colibrí borinot (Chaetocercus bombus) és una espècie d'ocell de la família dels troquílids (Trochilidae) que habita la selva humida i vegetació baixa des del sud-oest de Colòmbia i a través de l'Equador, fins al nord del Perú.